# إيسن
إيسن مدينة-دولة في جنوب العراق اليوم في محافظة القادسية. بقاياها تقع اليوم نحو 200 كيلومتر جنوب شرق بغداد ونحو 35 كيلومتر جنوب غرب نيبور. ذكرت في كتابات مسمارية من الألفية الثالثة قبل الميلاد. وأثرت حضارتها مع بدأ الألفية الثانية قبل الميلاد على تاريخ بلاد بين الرافدين.

## الموقع
تقع أطلال مدينة إيسن شمال شرق مدينة البطحاء أحد اقضية مدينة الناصرية وتبعد عن الناصرية بخمسة وأربعين كيلومترا شمال غرب الناصرية بمنطقة القطيعة وقربها التلول المسماة الآن أيشان بحريات ـ على دائرة عرض 51 31 وخط طول 17 45 شرقاً.
تغطي أطلال هذه المدينة مساحة تقدر ب (200) هكتار إلى الشرق من مجرى نهر الفرات. كانت مدينة إيسن واقعة على النهر المسمى «أيسينيتو» "Isinnitu" الذي يمكن أن يكون إما فرعاً غربياً من مجرى الفرات الرئيسي أو امتداداً جنوبياً شرقياً لنهر أراختو "Arahtum" بعد مروره بمدينة مرد. تشغل أطلال المدينة مساحة واسعة لكنها لا ترتفع كثيراً عن مستوى السهل المحيط بها، والظاهر أنه لم تكن لمدينة إيسن زقوره.
إن موقعها مدينة مهم جداً فهي من مدن التماس الحضاري السومري- أكاد، ويتوسط موقعها منطقة تحتوي مدناً مهمة جداً، فهي قريبة من المدينة السومرية المقدسة "نفر و"أدب" وأور و"شروباك" وأبو صلابيخ و"دلبات" و"بروسبا" و"مرد"، وهذا التوسط أعطاها أهمية كبيرة حيث كانت في بداية العصر البابلي القديم مركز الإشعاع الحضاري ومحور سياسي في المنطقة. وتمكنت بفضل هذا الموقع أن تسيطر على منطقة واسعة في ذلك الوقت.

## تاريخ
تشير الدلائل الأثرية إلى أنها مأهولة في أدوارما قبل التاريخ لأن ملتقطات من فخار عصر العُبيد والوركاء منتشرة بصورة واسعة في كل أرجاء الموقع، كما أظهرت أعمال التنقيبات الأثرية أنها على درجة من الأهمية في عصر فجر السلالات الأول. وكذلك في عصر فجر السلالات الثاني والثالث وتشير الدلائل الأثرية إلى استمرار السكن فيها في العصر الأكدي والنصوص الكتابية تؤكد هذا الأمر. وفي عصرأور الثالثة ورد اسمها في كتابات عديدة، وبعد زوال الحكم السومري المتمثل بسلالة أور الثالثة أصبحت إيسن الوريثة لأور في حكم بلاد سومر وأكد، وارتفع شأنها حتى غدت القوة المسيطرة على إرث سلاسة أور الثالثة من دلمون حتى أرابخا، فدانت لها مدن عظيمة مثل أوروك، أور، أريدو، أوما، لكش وكزالو وغيرها، وحكمت فيها سلالة دعيت بسلالة إيسن الأولى ما يقرب من قرنين وربع القرن من الزمن. ثم خضعت بعد ذلك لسيطرة سلالة لارسا في عهد ملكها ريم ـ سين عام 1794 ق.م، وخضعت لسلالة بابل الأولى في زمن ملكها الشهير حمورابي ومنذ سنة حكمه السابعة بالتحديد وعثر على مجموعة من الرُقم الطينية التي تعود إلى زمن الملك البابلي

## تنقيب
في نهايات القرن الماضي عملت فيه بعثة من جامعة بنسلفانيا بالاشتراك مع بعثة أخرى من جامعة فيلادليفيا برئاسة «بيترز» "Beaters"، وفي عام 1902ـ1903م عملت هناك بعثة ألمانية برئاسة «فالتر أندريه»، ثم عملت بعد ذلك بعثة أمريكية برئاسة «بانكس» "Panex"، وكانت أعمالها مسوحات أثرية وعمل مجسّات (أسبار) اختبارية. وخلال الحرب العالمية الأولى زار الموقع الكولونيل الإنكليزي «ستيفينسن» "Stephensen"، وحفر فيه مجساً (سبراً) عثر خلاله على لوحين مسمارين على أحدهما اسم «لبت ـ عشتار» وحمل الآخر اسم مدينة أيسن. وعمل «لنكدون» "Langdon" فيها مدة ثلاث ساعات فحفر في أعلى نقطة فيها فعثر على آجرة مكتوبة تعود إلى زمن نبوخذ نصر الثاني وأخرى إلى زمن ملك أيسن أنليل ـ باني.
في العام 1947 م أوفدت دائرة الآثار والتراث العراقية السيدين فرج بصمه جي وعز الدين الصندوق، للقيام بمسح المنطقة والموقع بالتحديد وقد تمكنا من إلقاء الضوء على بعض من تاريخ المدينة حيث الفخار وتنوعه واختلافه عمراً وأسلوباً وعثر على آجرة مكتوبة ومسماريين من الفخار يعودان لزمن لبت ـ عشتار.
بتاريخ 3/3/1973 قامت بعثة أثرية برئاسة الأثري الألماني «هرودا» "Hrouda" بالتنقيب واستمرت حتى عام 1989م وكان العمل قد كشف عن مجموعة من الجدران توضح طبقتين بنائيتين تشكل مجموعة غرف سكنية تحتوي على مدافن وتنانير. ولقى آثارية تشير إلى أن معظمها تعود إلى العصر الأكدي وأور الثالثة، وعثر على أربعة أختام أسطوانية مع دمى وجرار فخارية، ومخاريط فخارية مكتوبة تعود إلى زمن لبت ـ عشتار، ورقم طينية من العصر البابلي القديم، وكذلك على فخاريات فرثية، وأمكن تحديد معالم معبد غولا، ولاحقاً كشف عن جدران تعود إلى العصر الكشي والعصر البابلي القديم، فضلاً عن مجموعة من النصوص والفخاريات وكشف عن قبر يعود إلى الفترة الأخمينية وأربعة أختام منبسطة. كما تم العثور في هذا الموسم على مجموعة من المقابر معظمها للكلاب يبلغ عددها ثلاثين قبراً ويظهر أن الكلب عومل معاملة محترمة خلال عملية دفنه تدل على قدسيته في إيسن.

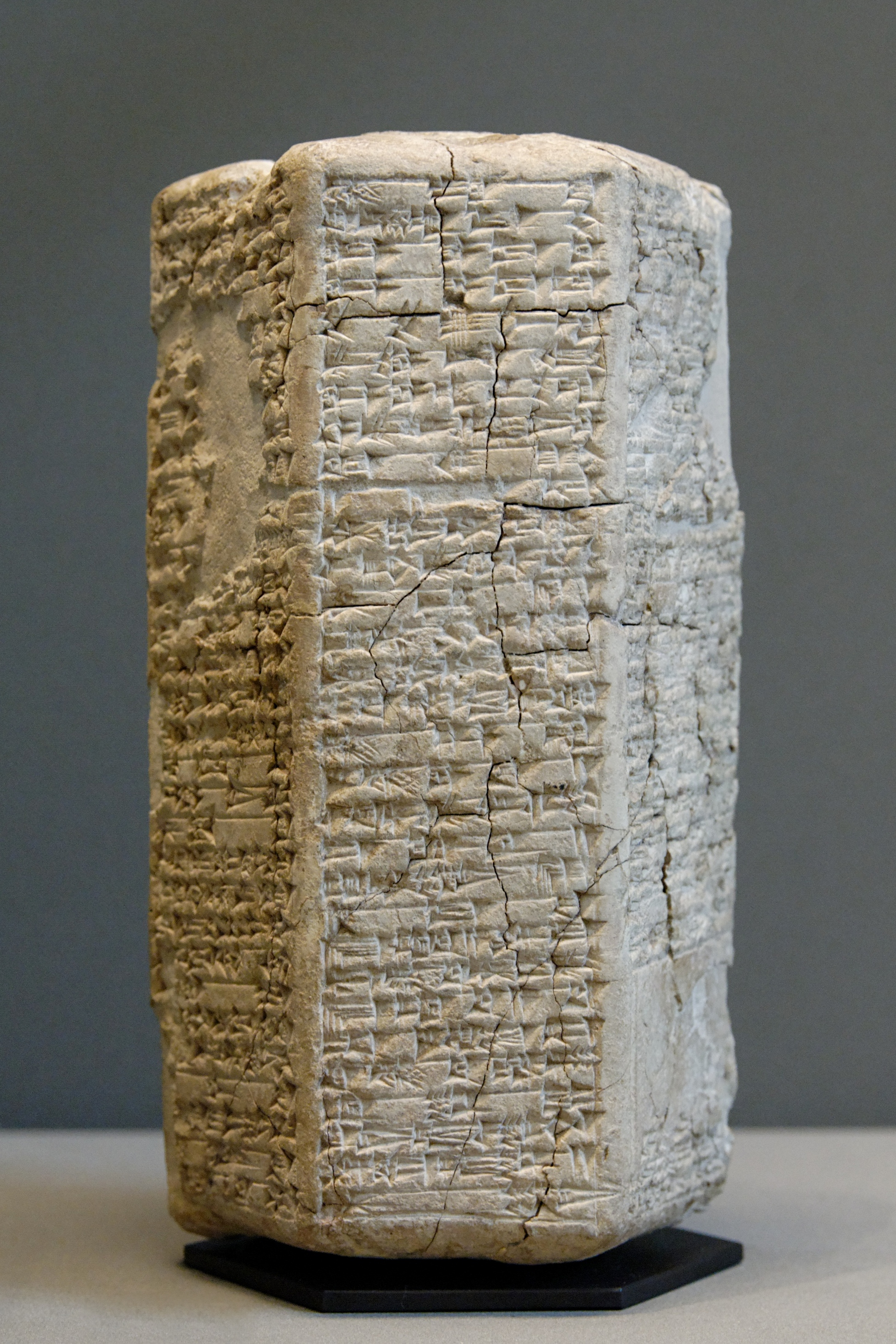
ترنيمة إيدين داغان ، نحو 1900 قبل الميلاد، بمتحف اللوفر بباريس

وفي عام 1983 استأنفت البعثة الألمانية تنقيباتها في موقع المدينة فكشفت عن مبنى كبير شيد بمرحلتين وتبين أن أسفل الجدران قد غطى بجص أبيض كما عثر في هذا الموسم على ملتقطات صغيرة وعلة فخاريات تعود إلى عصور تاريخية مختلفة. وفي عام 1984 بدأ الموسم الثامن لأعمال البعثة برئاسة «هرودا» وضم هذا الفريق مصوراً ورساماً ومختصاً بدراسة الهياكل العظمية وقارئ مسماريات هو الدكتور «فيلكه» "C.Wilcke" عثر في هذا الموسم على رقم طينية تضمنت رسائل من العهد البابلي القديم ووثائق اقتصادية وقوائم بأسماء الآلهة كما تم العثور على عدد من الأواني والجرار الفخارية، وأبنية منها دار سكن ومجموعة من القبور، وتم الكشف عن بناء كبير عثر فيه على رقم طينية لها علاقة بالشؤون الإدارية والدينية وبعض التماثيل لأشخاص بوضعيات مختلفة. في 22/3/1989 ابتدأ موسم العمل الحادي عشر في منطقة تقع على أطراف المدينة من الجهة الغربية. ومن نتائج العمل اكتشاف بناء كبير بمساحة 40×30م يعود إلى دورين حضاريين (بابلي قديم وبابلي وسيط)، ويبدو أن الكشيين استخدموا البناء البابلي كما هو عدا إضافة بعض صفوف اللبن، وقد كشف عن عدد من القبور داخل هذا البناء بجانبها أوان فخارية، ومعظم الفخار الذي ظهر يعود إلى العهد الكشي وقليلاً منه بابلي قديم، وعثر على آجرة مكتوبة تعود إلى الملك إنليل ـ باني

### معبد غولا
في الموسم الخامس (12/5/1977) تم العمل فيه في منطقة معبد غولا الذي احتوى على 25 غرفة وأبعاده 75 م طولاً و50 م عرضاً وعثر في الجزء الجنوبي من المعبد على أربعة تنانير مع مجموعة من الأواني الفخارية من المحتمل أنها تعود إلى عصر أور الثالثة، ورقم طينية تمثل عقوداً ورسائل إدارية ومجموعة من الخرز عثر عليها في القبور. وعثر على تماثيل من أنواع «الترّاكوتا»، وعلى رقيم طيني يعود إلى ملك بابل نبوخذ نصر الثاني، وتمثال رجل عار جاث على ركبتيه يرجع إلى نمط تماثيل فجر السلالات الثالث
كما عثر على فخاريات وتماثيل صغيرة تعود إلى عصر فجر السلالات الأول. وأثبت أن المعبد قد بني على أسس تعود إلى عصر فجر السلالات الأول، كما عثر تحت أحد الأبنية المطلية بطلاء أبيض على قبر سيدة محاط بصخور حمراء، ووضعت فيه بعض الحلي النفيسة منها عقد من العقيق الأحمر واللؤلؤ المذهب. وكشفت لاحقاً بوابة معبد غولا التي تؤدي إلى غرفة قدس الأقداس، وقد طورت هذه البوابة في زمن نبوخذ نصر الثاني حيث بناها بالآجر، وعثر كذلك على ممر يقود إلى ذات الغرفة كان مخصصاً في السابق للملك أشمي ـ داكان وعلى مخاريط كتابية لـه تدل على أن هذا الملك كان قد اهتم بالأعمال العمرانية، وفي الجناح الأيمن للمعبد كشف عن ثماني عشرة درجة سلم كل درجة تتألف من طبقتين من اللبن وعلى رُقُمٍ طينية عليها مواضيع اقتصادية ودينية تعود إلى الملك أنليل ـ باني، وغرفة فيها منصة مرصوفة بالآجر والجدران الأربعة مبنية باللبن. وقد لوحظ داخل هذه الغرفة مواد متفحمة، وعثر على لقى أثرية منها هراوة من المرمر

## ملوك سلالة إيسن الأولى
بعد أن انفصل الملك «إشبي ـ إيرا» عن سلطة الحكم المركزي في أور تمكن من تأسيس سلالة حاكمة في أيسن، تناوب على الحكم فيها ستة عشر ملكاً، ينتمون لأكثر من أسرة واحدة، وقد دام حكم هؤلاء الملوك مدة زمنية تجاوزت القرنين من الزمن «2017 ـ 1794ق.م»، وبلغت مائتين وثلاثة عشر عاماً.
لقد تمكن الملوك الأربعة الأوائل من توسيع نفوذ هذه المملكة حتى غدت القوة المسيطرة على الجزء الأوسط والجنوبي من العراق القديم بل تعدت ذلك إلى شماله في أوقات من حكم هؤلاء الملوك الأقوياء.
في عهد الملك الخامس لبت ـ عشتار، نجد انكماشاً في سلطة المملكة، وأهميته تكمن في إصداره لقانون يعد ثاني أقدم قانون مكتشف بعد قانون «أور ـ نمو» وهو قانون «لبت ـ عشتار»، بعد ذلك يأتي ملك لا ينتمي إلى أسرة «إشبي ـ إيرا» هو «أور ـ ننورتا»، واسمه يشير إلى الأصل السومري. وفي عهده فقدت المملكة الكثير من توابعها حتى أمست تحكم مدينة إيسن وحدها ثم يأتي دور الملك «بور ـ سين» الذي امتاز عهده بالقوة فأعاد للمملكة مدناً كثيرة كانت فقدتها مثل «نفر»، «أور»، «أريدو» و«الوركاء» وقام كذلك بأعمال عمرانية مهمة. بعد عهد الملك «بور ـ سين» تبدأ المملكة بالضعف والانحسار، وحدث ذلك في عهد الملك «لبت ـ إنليل» الذي لم يعثر على عمل مهم لـه ثم يأتي بعد ذلك دور الملك «إيرا ـ أيميتي» وأهم أحداث حكمه هو ظاهرة الملك البديل الذي جاء به إلى العرش بعد نذير الشؤم الذي أخبر به وكيف تمكن هذا البديل وهو البستاني «إنليل ـ باني» من البقاء. ملكاً بعد موت الملك الحقيقي بتدبير منه على ما يرجح. ومن مميزات حكم البديل هي إنهاؤه لحالة التمرد التي قادها «داد ـ بانا» كذلك اتصف حكمه بالقوة حيث تمكن من إعادة هيبة إيسن العسكرية، وتعد مدة حكم الملك «إنليل ـ باني» آخر مدة لعبت فيها مملكة إيسن دوراً مهماً في صراع القوى في ذلك الوقت والتي تمثلت فضلاً عن مملكة إيسن بمملكة لارسا ومملكة بابل ومملكة الوركاء، فأخذت مملكة إيسن بالتراجع حتى أمست لا تسيطر إلا على العاصمة إيسن. وما كان حكم الملوك المتأخرى ن الذي لا يشمل إلا مدينة «إيسن» إلا بداية لنهاية حكم سلالة أيسن الأولى حوالي عام 1794ق.م في عهد ملكها الأخير «دامق ـ إيليشو» الذي لم تجد فطنته في الحكم نفعاً في معالجة الوضع المتردي لهذه السلالة.

## ملوك سلالة إيسن الثانية
في حدود عام 1156 ق. م قاد الملك «مردوخ-كايت-اخيشو» ثورة كان من أهم نتائجها طرد الحامية العيلامية التي تُركت في بابل بعد انسحاب العيلاميين منها.
تفاوتت قوة سلالة إيسن الثانية حسب قوة ملوكها فنجدها في أوقات تهدد الدولة الآشورية في الجهة الشمالية وتصل إلى عمق الأراضي العيلامية وهذا ما حدث في عهد ملكها الرابع «نبوخذ نصر الأول» وتنحسر في أوقات أخرى فتفقد أجزاء مهمة منها، كما حدث في عهد «مردوخ-نادن-أخي».
وفضلاً عن ما سبق يتضمن هذا الفصل عرضاً للنصوص الكتابية العائدة لكل ملك من ملوك سلالة إيسن الثانية. انتهت السلالة بعد غارات الاراميون عليها وتبعتها السلالة الكاشيه الثانية.

## أهمية مدينة إيسن
اكتسبت هذه المدينة أهمية بالغة بعد أفول نجم السومريين السياسي بسقوط إمبراطورية سلالة أور الثالثة على أيدي العلاميين، لأنها تعد من وجهة نظر ملوكها الوريثة الشرعية لأور في حكم البلاد، وكانت إيسن قبل هذا العهد تحظى بأهمية قليلة مثل مدن عدة لم يكن لها دور فعال ثم أصبحت بصورة مفاجئة عواصم لإمبراطوريات عظيمة ومن هذه المدن أكد، بابل.
ومما زاد في أهمية مدينة إيسن أنها كانت مشهورة بأطبائها. وتعد مركز الطب البابلي والمكان الذي يشفى فيه المرضى، ومركز عبادة «غولا» آلهة الصحة والشفاء في عقائد بلاد الرافدين والمسؤولة عن الطب والأطباء.
ويظهر دور هذه المدينة في الطب وشهرتها فيه واضحة من خلال مقطع قصة «فقير نفر» ويتمثل بتنكر بطل هذه القصة بشخص طبيب من إيسن. أخذت مكانة إيسن بالتنامي التدريجي في العصور التاريخية، ولمع نجمها في نهاية سلالة أور الثالثة وفي عهد ملكها الأخير «ابي ـ سين» الذي أرسل أحد موظفيه ويدعى «إشبي ـ إيّرا». ذو الأصل الأموري، إلى مدينة إيسن وكزالو ليؤمن لـه كمية من الحبوب بعد أن ظهرت بوادر مجاعة في مدينة أور، وقد استغل هذا تدهور الأوضاع فطلب من «ابي ـ سين» أن يمنحه حكماً في مدينة إيسن، ومن أهم الأمور التي تميزت بها سلالتها الأولى الأمورية التي أسسها «إشبى ـ إيّرا» هو ميل ملوك هذه السلالة للظهور كورثة لملوك سلالة أور الثالثة في حكم البلاد، وقد جاءت أسماءهم تابعة لأسماء ملوك سلالة أور الثالثة دون فاصلة في قوائم الملوك السومرية. واتخذوا من اللغة السومرية لغة رسمية لسلالتهم على الرغم من أصلهم الآموري، وقاموا بتنصيب بناتهم في معابد الألهة السومرية، كذلك أتبعوا الأسلوب الإداري السابق في حكمهم، وتلقبوا بألقاب ملوك سلالة أور الثالثة مثل لقب «ملك أور» و«ملك سومر وأكد»، وتأكيداً على اعتزازهم بالإرث السومري قاموا بتعمير العاصمة أور بعد أن دمرت جراء غزو العيلاميين لها وإسقاط سلالتها الحاكمة، ونهب كنوزها، فقام ملوك سلالة إيسن الأولى بإعادة تمثال الإله «ننا» وتجديد معبده والاعتناء به عناية كبيرة، فقدموا لـه الهدايا ونصبوا بناتهم كاهنات فيه مثل ابنة «اشبي ـ أيرا» وابنة «أشمي ـ داكان».
أن شهرة الملوك الأربعة الأوائل لسلالة إيسن الأولى جاءت بسبب قوتهم ونشاطهم العسكري، فقد امتد نفوذهم إلى مناطق بعيدة حتى غدت سلطة أيسن تمتد من دلمون جنوباً إلى أرابخا شمالاً، ومما يجدر ذكره أن حكم الملك «أدن ـ داكان» يمثل ذروة ما وصلت إليه هذه المدينة من حيث القوة والمنعة وسعة النفوذ.
أما الملك الخامس لبت ـ عشتار فقد حظي بشهرة واسعة لا بسبب قوته العسكرية بل بسبب سَنهِ لقانون يعد من أنضج القوانين القديمة، ومن أهم ما يتميز به هذا القانون الذي عرف بقانون «لبت ـ عشتار» تقسيمه الذي صار فيما بعد قاعدة للقوانين اللاحقة له، حيث المقدمة والمواد القانونية والخاتمة، وتسبق المواد القانونية بتعبير يقابل «إذا» في اللغة العربية.
وجاءت شهرة الملك "دامق ـ أيليشو" كونه الملك الأخير لهذه السلالة وكذلك لطول مدة حكمه ومقدرته الإدارية والعسكرية، ولكن قوة الملك "ريم ـ سين" وهجومه على مدينة إيسن جعلا إصلاحات "دامق ـ أيليشو" غير نافعة فسقطت إيسن في عهده على يد "ريم ـ سين" في عام 1794ق.م. وبقيت المدينة على هذا الحال حتى عهد حمورابي فدانت لـه ولخلفاءه من بعده ومن ثم لسلطة الكشيين، وبنهاية حكمهم استعادت مدينة إيسن شهرتها وعظمتها فتأسست فيها سلالة حاكمة عرفت باسم سلالة إيسن الثانية أو سلالة بابل الرابعة التي أسسها "مردوخ ـ كابت ـ أخيشو". والتي انتقلت إلى مدينة بابل، التي صارت عاصمة لملوك هذه السلالة حتى نهاية حكمها في حدود عام "1026" واكتسب مؤسسها شهرة واسعة لإنجازاته التي قام بها ومنها تأسيسه لسلالة حاكمة تعد السلالة الوطنية الأولى بعد سقوط بابل على يد الحثيين عام "1595ق.م"، وكذلك لطرده الحامية العيلامية التي تركت في بابل، يأتي بعده من حيث الشهرة السياسية الملك الرابع نبوخذ نصر الأول بسبب أعماله الجبارة التي قام بها المدينة والعسكرية فعلى الصعيد المدني شهدت المدن العراقية المهمة في عهده حركة إعمار واسعة شملت قصورها ومعابدها، أما على الصعيد العسكري فقد كان محارباً شجاعاً دلت على ذلك غزواته المتكررة للدولة الآشورية وكذلك غزواته لبلاد عيلام حيث حقق أعظم نثر لـه على بلاد عيلام في غزوته الثانية وكانت في شهر تموز، فأعادة تمثال الأله مردوخ بعد أن سرق من مدينة بابل"، ومن أشهر الملوك بعده الملك "أدد ـ أبلا ـ أدنا" لما قام به من أعمال عمرانية كبيرة فقد قام بتعمير معابد الآلهة العراقية القديمة في المدن الكبيرة مثل إيسن، أور، الوركاء وبابل وغيرها وكذلك عمل على عقد اتفاقية مع الدول الآشورية أنها بها حالة النزاع بين الطرفين.

## دين
عُظم في مدينة إيسن بانثيون (مجمع آلهة) كبير فيه عائلة الآلهة المقدسة التي تتكون من غولا وزوجها بابل ـ زاك "pa-bel-zak" وابنها دامو "Damu" وابنتها غونورا "Gunuru" وقدمت لهم الأضاحي في إيسن وفي مدن أخرى مثل أور وأُمّا ولكش.

### غولا
"Gula" الآلهة الرئيسة والحامية لمدينة إيسن، عظمت هذه الآلهة في أيسن باسم «نن ـ أسينا» "Nin-Isina" سيدة أيسن، وفي أماكن أخرى باسم غولا "Gula" إلهة الصحة والشفاء في مجمع الآلهة السومري، وكانت تلقب بـ«السيدة الطبيبة العظيمة» ورمزها الكلب الذي عثر على هياكله العظمية مدفونة وعلى تماثيل لـه، كدلالة على قدسيته في موقع مدينة إيسن.

### دامو
"Damu" ابن الآلهة "غولا" وهو الطبيب الإلهي والإله المحلف وابنه دامو-اني ""dumu-a-ni" وابنته مارتو "Martu"، وذكر بصورة واسعة في العصر السومري الحديث، والآلهة كونرا "Cunura" هي أخت الإله دامو ومن ألقابها "ابنة الهيكل" و"ابنة غولا وبابل ـ زاك"، وهي من الآلهة السومرية ومن البيت الإلهي في إيسن.

### بابل ـ زاك
"pa-bel-zag" إله سومري، ومن الآلهة الذين وردت أسماؤهم في قوائم الآلهة المبكرة عظم في مدن مختلفة ودخل في أسماء العديد من الأشخاص، وقد ورد أن عند عودة غولا من زيارة «نفر»، استقبلت من قبل هذا الإله، الذي يمثل أحد آلهة العالم السفلي.

### باب ـ زاك
"pa-bel-zak" ابن «إنليل» واتحاده مع غولا لم يكن في إيسن بل كان في «نفر» حيث لقي الإلهان تشريفاً كبيراً في الاحتفال في هذه المدينة، وللإله «باب ـ زاك» معابد عديدة في إيسن منها «أي ـ راب ـ ري ـ ري» و«أي _ دامال ـ لا»

### ننورتا
عظم منذ زمن مبكر في بلاد سومر، وعد ابناً لإنليل وزوجاً لغولا، وقدسه حكام السلالة الأولى وأولوه أهمية فاقت غيره من الآلهة، وننورتا الذي كان في العصر السومري المبكر يمثل إله الخصوبة وهو المتحكم بالفيضان السنوي للأنهار والمحراث رمزه، تحول في عصور أخرى إلى إله للحرب والمعارك فأبدل رمزه إلى السلاح، وأن تعدد زوجاته دليل على تنوع مراحل عبادته وتُظهر النصوص أنه كان زوجاً لـ"بابا" و"ننكراك"، وربما تمثل بآلهة أخرى منهم "نشوشيناك" من سوسة و"زبابا" إله كيش. وفي ترتيلة إلى الإله ننورتا يبدو فيها هذا الإله جامعاً لصفات آلهة متعددة فهو يطابق الإله بابل ـ زاك، في حكمته حيث كان بابل ـ زاك ذا لسان لبق وهي ميزته عن غيره من الآلهة ويؤخذ من غيره القوة والشجاعة فتظهر جميع الآلهة نوعاً من إشعاع ننورتا السامي وما هي إلا أوجه لامعة من شخصية "ننورتا
و فضلاً عن كون إيسن مركزاً لعبادة العائلة الإلهية المذكورة فقد عظمت فيها العديد من الآلهة الأخرى. مثل تموز والإله ننكشزيدا. وقدمت لهم الأضاحي في هذه المدينة، وكذلك عظمت الآلهة أنانا، وسمي هيكلها «أي ـ سك ـ مي ـ زي ـ دو» وقدمت لها الهدايا من ملوك إيسن، إشبي ـ إير، وأدن ـ داكان وإنليل ـ باني، وعظم كذلك الإله «آمورو» "Amurru" وهيكله «أي ـ مي ـ سيكيل ـ لا» والإله نركال والإله داكان "Dagan"

## معابد غولا
شيدت للإلهة غولا العديد من الهياكل في الكثير من المدن أهمها:

### مدينة إيسن
شيدت لها معابد كثيرة من أهمها، هيكل «أكال ـ ماخ»، «الحصن العالي» حيث وضع فيه (لبت ـ عشتار) التمثال المقدس لغولا. وقد جدد بعد مدة طويلة من قبل (كوريكالزو الثاني) و (كادشمان ـ إنليل) و (أدد ـ شما أوصر) و (أدد ـ ابلا ـ أدنا) و (نبوخذ نصر الثاني)، وورد ذكره في نصوص (إنليل ـ باني) و (زامبيا و (أور دوكوكا) و (دامق ـ أيليشو) وفي شريعة حمورابي أيضاً. ومن الهياكل الأخرى «أي ـ دم ـ كال ـ أنا» و«أي ـ كال ـ ريري» وهو معبد مشترك بين غولا وباو

### مدينةآشور
بني لها أكثر من هيكل واحد وكانت مقدسة، هناك منها هيكل «أيسا ـ باد» أول إعمار لـه في زمن الملك الآشوري (توكلتي ـ ننورتا الأول) «1244 ـ 1208ق.م» في العصر الآشوري الوسيط ثم أعيد بناؤه في زمن الملك (أدد ـ نيراري الثاني) «911 ـ 891 ق.م». والهيكل الثاني هو «أنام تيلا»، وكذلك «أي ـ كال ـ ماخ» وهو من أكبر هياكلها في آشور. وعبدت بمعية الإله «أمورو» "Amurru" في هيكل اسمه «أي ـ نن ـ دا ـ باد ـ دو ـ ا».

### مدينة سبار
هيكل «أي ـ أول ـ لا» الذي جدده هذا نبوخذ نصر الثاني.

### مدينة بورسبا
شيدت لها ثلاثة هياكل هي: ـ «أي ـ غو ـ لا» و«أي ـ تي ـ لا» و«أي ـ زي ـ با ـ تي ـ لا» وقام الملك البابلي نبوخذ نصر الثاني بتجديد هذه المعابد الثلاثة.

### مدينة بابل
كانت معابد الآلهة غولا كثيرة منها «أي ـ ساد ـ باد» وهو أكبر معابد هذه الآلهة في بابل. وقد جدده أشور بانيبال وكذلك نبوخذ نصر الثاني ومنها «أي ـ أوب ـ أ ـ را ـ ال ـ لي» و «أي ـ أو ـ زو» ومعبد «أي ـ كال ـ ماخ»؛ وهذه المعابد الثلاثة تقع كلها في «أي ـ ساك ـ إل» وهناك معبد آخر هو «أي ـ خر ـ ساك ـ كو ـ كا».

### مدينة نفر
موطن الإله إنليل الذي حظي باهتمام كبير في مدينة إيسن من قبل سكانها وملوكها. فقد وردت أخبار كثيرة عن تقديمهم الهدايا والقرابين لـه في نفر التي كانت تزورها الآلهة غولا في الاحتفالات السنوية، وتقدم لها الهدايا في هيكلها «أي ـ كا ـ أشبا ـ را» الذي يعني بيت العدالة وكذلك «أي ـ أورور ـ ساككا». وطبقا للمعتقدات القديمة أنها كانت تحضر في اليوم الحادي عشر من نيسان وتلتقي مع الألهة العظام «أنو، إنليل، ننورنا، عشتار» وكل إله يأتي من مدينته.

### مدينة مرد
"Marad"(موقع الصدوم في محافظة القادسية) عبدت غولا وقدمت لها القرابين في معبد «أزيباتيلا» وذكر هذا الهيكل في ترتيلة للإلهة عشتار

### مدينة لاراك
"Larak"هياكلها كثيرة فيها، مما يدل على انتشار وسعة عبادتها في هذه المدينة ومنها معبد «أسا ـ باد» ويعني «البيت الحكيم» ولها هيكل بالاسم ذاته في مدينة إيسن وفي لاراك أيضاً لها هيكل آخر هو «أي ـ أش ـ تي» يعني «بيت العرش».

### مدينة أور
كان لغولا أكثر من هيكل في مدينة أور لكن أشهر هذه المعابد هو معبد «أي ـ كال ـ ماخ».

### أوروك
الوركاء "Uruk" عظمت غولا في هيكل يحمل الاسم معبد مدينة أور ذاته، «أي ـ كال ـ ماخ»

### مدينة فيلكا
وكذلك عظمت الإلهة غولا في فيلكا، فقد عثر على جزء من ختم دائري مدون عليه اسم الآلهة غولا، وجاء النص بهذه الصورة «البيت العظيم للآلهة غولا» أو هيكل الآلهة غولا. وقد عظّم من قبل أهل هذه المدينة كآلهة للصحة والشفاء، وكذلك عثر على ختم دائري في هذه المدينة، وهو ذو وجهين دوّن على الوجه الأول اسم الإلهة غولا وعلى الوجه الآخر رجلان واقفان متقابلان يضع كل منهما على رأسه تاجا ويرفعان أيديهما إلى الأعلى وهذا يدل على شهرة هذه الإلهة.